# 交響曲第3番 (モーツァルト)
交響曲第3番 変ホ長調 K. 18 (Anh. A 51) は、かつてヴォルフガング・アマデウス・モーツァルトが作曲したと考えられていた交響曲。現在ではこの楽曲はモーツァルトの作品ではなく、ドイツの前期古典派の作曲家であるカール・フリードリヒ・アーベルの作品であることが判明している。

## 概要

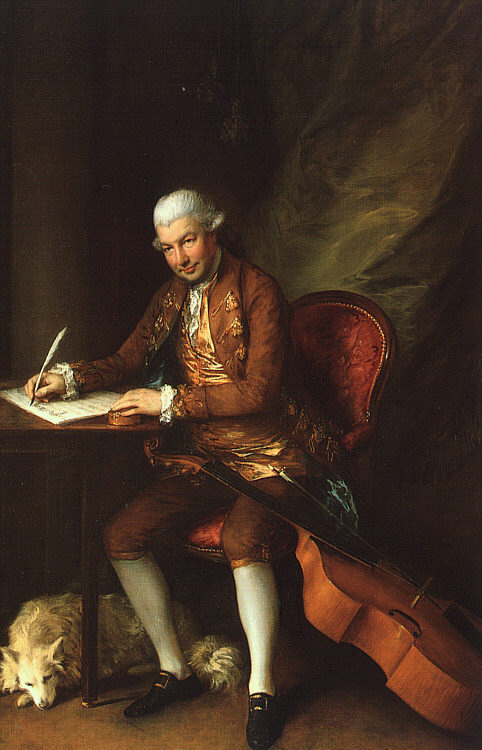
カール・フリードリヒ・アーベル

本作がモーツァルトの作品であるとされていた理由は、モーツァルトが所有していた手稿譜が『交響曲第3番』として分類され、そのままブライトコプフ・ウント・ヘルテル社の最初のモーツァルト作品全集中の1曲として出版されてしまったからである。後になって研究が進み、楽譜は1764年にロンドン滞在中だった幼少期のモーツァルトが学習目的で写譜したものではないかと考えられるようになった。曲は元々カール・フリードリヒ・アーベルのもので、『6つの交響曲 作品7』の第6曲として1767年出版されていたものであった。ただし、モーツァルトはアーベルのオリジナルに一部手を加えており、出版譜のオーボエのパートをクラリネットに置き換えている。

## 楽器編成
クラリネット2、ファゴット、ホルン2、弦楽器

## 楽曲構成
曲は3つの楽章からなる。演奏時間は約11分から15分。
- 第1楽章 モルト・アレグロ
変ホ長調、4分の4拍子。

- 第2楽章 アンダンテ
ハ短調、4分の2拍子。
- 第3楽章 プレスト
変ホ長調、8分の3拍子。